# Сурдулешть
Сурдулешть, Сурдулешті (рум. Surdulești) — село у повіті Арджеш в Румунії. Входить до складу комуни Міроші.
Село розташоване на відстані 90 км на захід від Бухареста, 52 км на південь від Пітешть, 91 км на схід від Крайови, 149 км на південь від Брашова.

## Населення
За даними перепису населення 2002 року у селі проживали 1143 особи, з них 1142 особи (99,9%) румунів. Рідною мовою 1142 особи (99,9%) назвали румунську.